# Gottfried Wolters

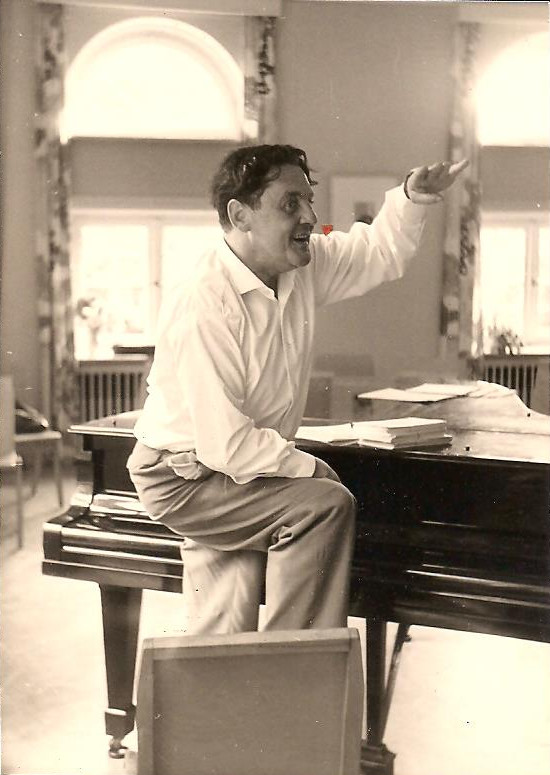
Gottfried Wolters als Singstundenleiter

Gottfried Wolters (* 8. April 1910 in Emmerich; † 25. Juni 1989 ebenda) war ein deutscher Chorleiter und Komponist.

## Leben
Wolters begann ein Musikstudium an der Universität zu Köln, schloss aber 1933 seine Dissertationsschrift über Johann Baptist Vanhal als Sinfoniker nicht ab. Nach der „Machtergreifung“ der Nationalsozialisten arbeitete er als Lektor beim P. J. Tonger Verlag in Köln und daneben freischaffend als Komponist und Chorleiter. Zum 1. Mai 1933 trat er der NSDAP bei (Mitgliedsnummer 2.227.516). Allerdings wurde er 1934 gestrichen, da er die monatliche Meldung versäumt hatte. Seit 1934 trat er als Komponist von HJ-Hymnen und -Liedern hervor. Als Gaumusikreferent der Deutschen Arbeitsfront war er bereits während der späten 1930er und beginnenden 1940er Jahre als Singleiter tätig.
Im Zweiten Weltkrieg wurde er zur Kriegsmarine eingezogen. Sein zusammen mit Hugo Wolfram Schmidt herausgegebenes Liederbuch Uns geht die Sonne nicht unter. Eine Auswahl der meistgesungenen Lieder der Jugend (1935) wurde in der Sowjetischen Besatzungszone auf die Liste der auszusondernden Literatur gesetzt.
In den Nachkriegsjahren gründete er in Hamburg den Norddeutschen Singkreis, einen gemischten Chor. Mit diesem führte er von Johann Sebastian Bach die Johannespassion und die Matthäuspassion, von Hugo Distler die Choralpassion und das Mörike-Chorliederbuch, von Günter Bialas Im Anfang und viele weitere ernste moderne und barocke Werke auf. Seine besondere Liebe galt dem deutschen und etwas später dem europäischen Volkslied, welches er mit eigenen Instrumentalsätzen bei den monatlich stattfindenden Offenen Singstunden in Hamburg mit seinem Chor und dem Publikum gemeinsam sang. Weltliche Musik vom Madrigal bis zu Vokalmusik von Paul Hindemith war ein anderer Schwerpunkt. Mit anderen europäischen Chorleitern gründete er in den frühen 1960er Jahren die Bewegung Europa Cantat und hatte aktive Verbindung mit der französischen Chorbewegung À Cœur Joie und dem Chorleiter César Geoffray.
Er veranstaltete zahlreiche Lehrgänge und Singwochenenden und wurde Leiter des Arbeitskreises Musik in der Jugend (AMJ). Er war Lektor für den Möseler Verlag in Wolfenbüttel und gab die Liedblattreihe Das Singende Jahr heraus. Später folgte das mehrbändige Werk Ars Musica Band I–V mit vielen Chorsätzen und einstimmigen Volksliedern sowie das Chorbuch Romantik.
Sein kompositorisches Schaffen umfasst einstimmige und mehrstimmige, meist weltliche Lieder. Es gibt einige Schallplattenaufnahmen seiner Aufführungen. Auch für den Rundfunk hat Wolters Volkslied-Sendungen mit dem Chor vorbereitet. Die Bachsche Johannespassion erarbeitete er auch mit dem Konzertpublikum, indem er die Choräle in gemeinsamen Proben vorher einstudierte, sodass alle bei der Aufführung mitsingen konnten. Außer seiner intensiven Chorarbeit war es sein Ziel, die Menschen in West- und Osteuropa durch Reisen und große Singtreffen zueinander zu führen.

## Rolle im Nationalsozialismus – Kontakte zu NS-Musikfunktionären nach 1945
Der Musikforscher Albrecht Dümling beurteilt die Rolle von Gottfried Wolters im Nationalsozialismus so: „Auf Adolf Hitler setzte er damals große Hoffnungen. ‚Wir haben ihn gefunden, den Führer aus der Not‘, heißt es in einem HJ-Lied, das Wolters 1934 komponierte. Verse von dem als ‚Homer der SA‘ gepriesenen Lyriker Herybert Menzel verwendete er 1936 für seine noch im gleichen Jahr im Kölner Gürzenich aufgeführte Kantate ‚Marsch ins Jahrtausend‘, die mit dem Titellied ‚Männer werden und Kolonnen fallen‘ den Heldentod fürs Tausendjährige Reich pries. […] Wenn er auch gegen die Verfemung Paul Hindemiths protestierte, so war das doch keine prinzipielle Opposition gegen den Nationalsozialismus.“
Auch nach 1945 blieb Wolters in engem Kontakt mit ehemaligen NS-Musikfunktionären. 1950 zeigt ihn ein Foto zusammen mit Wilhelm Twittenhoff (NSDAP-Mitglied seit 1937) und Fritz Jöde (NSDAP-Mitglied seit 1940). Im Jahr 1952 ist ein Treffen mit Felix Oberborbeck (NSDAP seit 1933), Wilhelm Ehmann (NSDAP-Mitglied seit 1937) und dem ehemaligen Referenten der Reichsmusikkammer, Herbert Just, belegt. Mit Oberborbeck, dem ehemaligen Leiter der von den Nationalsozialisten gegründeten Hochschule für Musikerziehung in Graz-Eggenberg, war die Beziehung bis in die 1970er Jahre freundschaftlich wie beidseitige regelmäßige Glückwünsche zu Geburtstagen zeigen. 1963 gab Wolters zusammen mit Wilhelm Twittenhoff im Möseler Verlag den Band Die beste Zeit. Liedsätze (u. Kanons) f. 3 und 4 gl. Stimmen des ehemaligen HJ-Gebietsmusikreferenten und Komponisten Reinhold Heyden (1904–1946), NSDAP-Mitglied seit 1937, heraus.